# Dechdzawan
Dechdzawan – wieś w Armenii, w prowincji Tawusz. W 2011 roku liczyła 287 mieszkańców.